# West Ham United Football Club 2021-2022
Questa voce raccoglie le informazioni riguardanti il West Ham United Football Club nelle competizioni ufficiali della stagione 2021-2022.

## Stagione
Il 14 aprile 2022 battendo ai quarti 3-0 l'O.Lione, il West Ham affronterà l'Eintracht Francoforte, tornando a disputare una semifinale di una coppa europea dopo 46 anni.

## Maglie e sponsor
|  | Casa | Trasferta | Terza divisa |

## Rosa
Rosa e numerazione aggiornata al 6 settembre 2021.
| N. |                          | Ruolo | Calciatore            |
| -- | ------------------------ | ----- | --------------------- |
| 1  | Polonia (bandiera)       | P     | Łukasz Fabiański      |
| 2  | Nuova Zelanda (bandiera) | D     | Winston Reid          |
| 3  | Inghilterra (bandiera)   | D     | Aaron Cresswell       |
| 4  | Francia (bandiera)       | D     | Kurt Zouma            |
| 5  | Rep. Ceca (bandiera)     | D     | Vladimír Coufal       |
| 7  | Ucraina (bandiera)       | C     | Andrij Jarmolenko     |
| 8  | Spagna (bandiera)        | C     | Pablo Fornals         |
| 9  | Giamaica (bandiera)      | A     | Michail Antonio       |
| 10 | Argentina (bandiera)     | C     | Manuel Lanzini        |
| 11 | Croazia (bandiera)       | C     | Nikola Vlašić         |
| 13 | Francia (bandiera)       | P     | Alphonse Areola       |
| 14 | Danimarca (bandiera)     | D     | Frederik Alves Ibsen  |
| 15 | Inghilterra (bandiera)   | D     | Craig Dawson          |
| 16 | Inghilterra (bandiera)   | C     | Mark Noble (capitano) |
| 20 | Inghilterra (bandiera)   | A     | Jarrod Bowen          |
| 21 | Italia (bandiera)        | D     | Angelo Ogbonna        |
| 22 | Algeria (bandiera)       | A     | Saïd Benrahma         |

| N. |                        | Ruolo | Calciatore       |
| -- | ---------------------- | ----- | ---------------- |
| 23 | Francia (bandiera)     | D     | Issa Diop        |
| 24 | Inghilterra (bandiera) | D     | Ryan Fredericks  |
| 25 | Inghilterra (bandiera) | P     | David Martin     |
| 26 | Francia (bandiera)     | D     | Arthur Masuaku   |
| 28 | Rep. Ceca (bandiera)   | C     | Tomáš Souček     |
| 31 | Inghilterra (bandiera) | D     | Ben Johnson      |
| 32 | Portogallo (bandiera)  | A     | Xande Silva      |
| 34 | Inghilterra (bandiera) | P     | Nathan Trott     |
| 35 | Irlanda (bandiera)     | P     | Darren Randolph  |
| 37 | Inghilterra (bandiera) | C     | Nathan Holland   |
| 41 | Inghilterra (bandiera) | C     | Declan Rice      |
| 45 | Irlanda (bandiera)     | C     | Ademipo Odubeko  |
| 50 | Scozia (bandiera)      | D     | Harrison Ashby   |
| 54 | Irlanda (bandiera)     | C     | Conor Coventry   |
| 56 | Inghilterra (bandiera) | A     | Emmanuel Longelo |
| 75 | Inghilterra (bandiera) | C     | Jamal Baptiste   |

## Risultati

### Premier League

#### Girone di andata
| Arbitro: | Atkinson |

|                      |           |                                                   |
| Wilson 5’ Murphy 40’ | Marcatori | 18’ Cresswell 53’ Benrahma 63’ Souček 66’ Antonio |

| Arbitro: | Oliver |

|                                           |           |               |
| Fornals 26’ Benrahma 56’ Antonio 80’, 84’ | Marcatori | 69’ Tielemans |

| Arbitro: | Attwell |

|                         |           |                    |
| Fornals 39’ Antonio 68’ | Marcatori | 58’, 70’ Gallagher |

| Southampton 11 settembre 2021, ore 15:00 WEST 4ª giornata | Southampton | 0 – 0 referto | West Ham Utd | St Mary's Stadium\| Arbitro: \| Coote \| |
| Arbitro:                                                  | Coote       |               |              |                                          |

| Arbitro: | Atkinson |

|              |           |                         |
| Benrahma 30’ | Marcatori | 35’ Ronaldo 89’ Lingard |

| Arbitro: | Friend |

|              |           |                              |
| Raphinha 19’ | Marcatori | 67’ (aut.) Firpo 90’ Antonio |

| Arbitro: | Banks |

|           |           |                      |
| Bowen 80’ | Marcatori | 20’ Mbeumo 95’ Wissa |

| Arbitro: | Attwell (Birmingham) |

|  |           |             |
|  | Marcatori | 74’ Ogbonna |

| Arbitro: | Tierney |

|             |           |  |
| Antonio 72’ | Marcatori |  |

| Arbitro: | Kavanagh |

|             |           |                                           |
| Watkins 34’ | Marcatori | 7’ Johnson 38’ Rice 80’ Fornals 84’ Bowen |

| Arbitro: | Pawson |

|                                         |           |                                |
| Alisson 4’ (aut.) Fornals 67’ Zouma 74’ | Marcatori | 41’ Alexander-Arnold 83’ Origi |

| Arbitro: | Dean |

|             |           |  |
| Jiménez 58’ | Marcatori |  |

| Arbitro: | Oliver |

|                              |           |               |
| Gündoğan 33’ Fernandinho 90’ | Marcatori | 90+4’ Lanzini |

| Arbitro: | Kavanagh |

|           |           |            |
| Souček 5’ | Marcatori | 89’ Maupay |

| Arbitro: | Marriner |

|                                          |           |                     |
| Lanzini 40’ (rig.) Bowen 56’ Masuaku 87’ | Marcatori | 28’ Silva 44’ Mount |

| Burnley 12 dicembre 2021, ore 16:00 WET 16ª giornata | Burnley | 0 – 0 referto | West Ham Utd | Turf Moor (18 065 spett.)\| Arbitro: \| Scott \| |
| Arbitro:                                             | Scott   |               |              |                                                  |

| Arbitro: | Taylor |

|                               |           |  |
| Martinelli 48’ Smith Rowe 87’ | Marcatori |  |

| Arbitro: | Hooper |

|                |           |  |
| Bowen 42’, 83’ | Marcatori |  |

| Arbitro: | Friend |

|                          |           |                                                    |
| Antonio 49’ Benrahma 64’ | Marcatori | 8’ Elyounoussi 61’ (rig.) Ward-Prowse 70’ Bednarek |

#### Girone di ritorno
| Arbitro: | England (South Yorkshire) |

|           |           |                                                       |
| Dennis 4’ | Marcatori | 27’ Souček 29’ Benrahma 58’ (rig.) Noble 90+2’ Vlašić |

| Arbitro: | Oliver |

|                       |           |                                       |
| Édouard 83’ Olise 90’ | Marcatori | 22’ Antonio 25’, 45+5’ (rig.) Lanzini |

| Arbitro: | Dean |

|                       |           |                        |
| Bowen 34’ Fornals 52’ | Marcatori | Harrison 10’, 37’, 60’ |

| Arbitro: | Moss |

|                |           |  |
| Rashford 90+3’ | Marcatori |  |

| Arbitro: | Atkinson (West Yorkshire) |

|           |           |  |
| Bowen 68’ | Marcatori |  |

| Arbitro: | Oliver (Northumberland) |

|                                          |           |                        |
| Tielemans 45’ (rig.) Ricardo Pereira 57’ | Marcatori | 10’ Bowen 90+1’ Dawson |

| Arbitro: | Kavanagh |

|            |           |               |
| Dawson 32’ | Marcatori | 45+1’ Willock |

| Arbitro: | Taylor |

|            |           |  |
| Souček 59’ | Marcatori |  |

| Arbitro: | Moss |

|          |           |  |
| Mané 27’ | Marcatori |  |

| Arbitro: | Gillett |

|                            |           |            |
| Jarmolenko 70’ Fornals 82’ | Marcatori | 90’ Ramsey |

| Arbitro: | Taylor |

|                              |           |              |
| Zouma 9’ (aut.) Son 24’, 88’ | Marcatori | 35’ Benrahma |

| Arbitro: | Oliver |

|                         |           |             |
| Cresswell 32’ Bowen 58’ | Marcatori | 53’ Holgate |

| Arbitro: | Atkinson |

|                      |           |  |
| Mbeumo 48’ Toney 64’ | Marcatori |  |

| Arbitro: | Tierney |

|            |           |              |
| Souček 48’ | Marcatori | 33’ Weghorst |

| Arbitro: | Oliver |

|             |           |  |
| Pulisic 90’ | Marcatori |  |

| Arbitro: | Dean |

|           |           |                         |
| Bowen 45’ | Marcatori | Holding 38’ Gabriel 54’ |

| Arbitro: | Jones |

|  |           |                                                    |
|  | Marcatori | 12’, 45+3’ Benrahma 30’ Antonio 65’ (rig.) Lanzini |

| Arbitro: | Taylor |

|                |           |                                |
| Bowen 24’, 45’ | Marcatori | 49’ Grealish 69’ (aut.) Coufal |

| Arbitro: | Friend |

|                                    |           |             |
| Veltman 50’ Groß 80’ Welbeck 90+2’ | Marcatori | 40’ Antonio |

### EFL Cup

#### Turni eliminatori
| Arbitro: | Moss |

|  |           |            |
|  | Marcatori | 9’ Lanzini |

#### Fase a gironi
| Arbitro: | Buquet |

|  |           |                      |
|  | Marcatori | 22’ Antonio 50’ Rice |

| Arbitro: | Stieler |

|                         |           |  |
| Rice 29’ Benrahma 90+4’ | Marcatori |  |

| Arbitro: | Rumšas |

|                                 |           |  |
| Dawson 45+1’ Diop 57’ Bowen 59’ | Marcatori |  |

| Arbitro: | Stavrev |

|                               |           |                   |
| Paintsil 5’ Souček 88’ (aut.) | Marcatori | 59’, 62’ Benrahma |

| Arbitro: | Ivanov |

|  |           |                                   |
|  | Marcatori | 40’ Jarmolenko 45+2’ (rig.) Noble |

| Arbitro: | Mariani |

|  |           |          |
|  | Marcatori | 4’ Oršić |

#### Fase a eliminazione diretta
| Arbitro: | Schärer |

|           |           |  |
| Munir 60’ | Marcatori |  |

| Arbitro: | Turpin |

|                            |           |  |
| Souček 39’ Jarmolenko 112’ | Marcatori |  |

| Arbitro: | Zwayer |

|           |           |              |
| Bowen 52’ | Marcatori | 66’ Ndombélé |

| Arbitro: | Schärer |

|  |           |                               |
|  | Marcatori | 38’ Dawson 44’ Rice 48’ Bowen |

| Arbitro: | Gözübüyük |

|             |           |                      |
| Antonio 21’ | Marcatori | 1’ Knauff 54’ Kamada |

| Arbitro: | Gil Manzano |

|           |           |  |
| Borré 26’ | Marcatori |  |

## Statistiche

### Statistiche di squadra
Statistiche aggiornate al 24 maggio 2022.
| Competizione   | Punti | In casa | In casa | In casa | In casa | In casa | In casa | In trasferta | In trasferta | In trasferta | In trasferta | In trasferta | In trasferta | Totale | Totale | Totale | Totale | Totale | Totale | DR  |
| Competizione   | Punti | G       | V       | N       | P       | Gf      | Gs      | G            | V            | N            | P            | Gf           | Gs           | G      | V      | N      | P      | Gf     | Gs     | DR  |
| -------------- | ----- | ------- | ------- | ------- | ------- | ------- | ------- | ------------ | ------------ | ------------ | ------------ | ------------ | ------------ | ------ | ------ | ------ | ------ | ------ | ------ | --- |
| Premier League | 56    | 19      | 9       | 5       | 5       | 33      | 26      | 19           | 7            | 3            | 9            | 27           | 25           | 38     | 16     | 8      | 14     | 60     | 51     | +9  |
| FA Cup         | -     | 1       | 1       | 0       | 0       | 2       | 0       | 2            | 1            | 0            | 1            | 3            | 4            | 3      | 2      | 0      | 1      | 5      | 4      | +1  |
| League Cup     | -     | 1       | 0       | 1       | 0       | 0       | 0       | 2            | 1            | 0            | 1            | 2            | 2            | 3      | 1      | 1      | 1      | 2      | 2      | 0   |
| Europa League  | 13    | 6       | 3       | 2       | 1       | 10      | 4       | 6            | 3            | 1            | 2            | 7            | 4            | 12     | 6      | 2      | 4      | 17     | 8      | +9  |
| Totale         | -     | 27      | 13      | 8       | 6       | 45      | 30      | 29           | 12           | 4            | 13           | 39           | 35           | 56     | 25     | 11     | 20     | 84     | 65     | +19 |

### Andamento in campionato
| Giornata  | 1 | 2 | 3 | 4 | 5 | 6 | 7 | 8 | 9 | 10 | 11 | 12 | 13 | 14 | 15 | 16 | 17 | 18 | 19 | 20 | 21 | 22 | 23 | 24 | 25 | 26 | 27 | 28 | 29 | 30 | 31 | 32 | 33 | 34 | 35 | 36 | 37 | 38 |
| --------- | - | - | - | - | - | - | - | - | - | -- | -- | -- | -- | -- | -- | -- | -- | -- | -- | -- | -- | -- | -- | -- | -- | -- | -- | -- | -- | -- | -- | -- | -- | -- | -- | -- | -- | -- |
| Luogo     | T | C | C | T | C | T | C | T | C | T  | C  |    |    |    |    |    |    |    |    |    |    |    |    |    |    |    |    |    |    |    |    |    |    |    |    |    |    | T  |
| Risultato | V | V | N | N | P | V | P | V | V | V  | V  |    |    |    |    |    |    |    |    |    |    |    |    |    |    |    |    |    |    |    |    |    |    |    |    |    |    | P  |
| Posizione | 4 | 2 | 2 | 7 | 8 | 7 | 9 | 7 | 4 | 4  | 3  |    |    |    |    |    |    |    |    |    |    |    |    |    |    |    |    |    |    |    |    |    |    |    |    |    |    | 7  |

Legenda:

Luogo: C = Casa; T = Trasferta. Risultato: V = Vittoria; N = Pareggio; P = Sconfitta.